# チャック・ノリスの 地獄のヒーロー2
『チャック・ノリスの 地獄のヒーロー2』（Missing in Action 2: The Beginning）は、1985年のアメリカ映画。アクション映画。原題のMissing in Actionとは軍隊用語で『戦闘中行方不明』を表し、MIAとも略される。TV放送時の邦題は『地獄のヒーロー2/復讐のブラドック』。『地獄のヒーロー』シリーズの二作目。

## ストーリー
1972年ベトナム、ブラドック大佐の部隊を乗せたヘリが墜落、戦闘中行方不明(MIA)となった。
号砲が鳴り響いた。戦没者追悼記念日に、1人の戦死者の葬儀が行われた。ベトナム戦線で散った兵士が無名兵士の墓に葬られたのだ。アメリカ軍がサイゴンを去って10年後、ようやくパレードが行われた。ドラムと悲歌に送られ、雨の中を棺が厳かに進んだが、アーリントン墓地では行方不明になったままの肉親を案ずる人々が待っていた。「息子はまだ生きているのか」「ジュネーブ協定違反の虐待が実際に行われているのか」「捕虜が尋問を受けているという噂は事実だろうか」彼等の頼りは大統領の言葉だけだった。
「我々は最後の章も書かないし本も閉じていない。記憶も捨てていない」「我が国のベトナム介入は永久に終わらない。行方不明(MIA)の将兵の安否が明確になるまでは」
ブラドック以下5人の兵士は捕らわれ捕虜収容所に送られる。そこで彼らを待っていたのは、過酷な強制労働と残忍な拷問だった。「ジュネーブ協定に違反している」と抗議するブラドックに対し、捕虜収容所所長イン大佐は「協定は捕虜に適用される。お前たちは捕虜ではない、ただの犯罪者だ」と言い放つ。そして、ブラドックに「ここから抜け出す道はただ一つ、アメリカの戦争犯罪を認めることだ」と迫る。

衰弱からマラリアに感染し瀕死の状態となったフランクリン曹長を助けるため、ブラドックは遂に供述書にサインをする。しかし、イン大佐は約束を反故にしたばかりか、フランクリン曹長はキニーネと偽ってヘロインを大量に投与された上に生きたまま焼き殺されるに至る。
周囲はガケと山に覆われたジャングル、ワナは張り巡らされ、通り抜けられる橋もない、逃亡は死を意味する。隙を見て脱走したオペルカ伍長の行方も知れないままだったが、ブラドックは仲間を救うため、収容所からの脱出を決意する。

## キャスト
※括弧内は日本語吹替え（初回放送：1988年5月19日 テレビ東京 『木曜洋画劇場』※BDに収録。）
- ジェームス・ブラドック大佐 - チャック・ノリス（堀勝之祐）
- イン大佐 - スーン＝テック・オー（中田浩二）
- デヴィッド・ネスター大尉 - スティーヴン・ウィリアムズ（谷口節）
- ホー大尉 - ベネット・オータ（中庸助）
- アンソニー・マジリ中尉 - コジー・コスタ（納谷六朗）
- ローレンス・オペルカ伍長 - ジョー・マイケル・テリー（大塚芳忠）
- フランソワ - クリストファー・ケリー（佐古正人）
- アーネスト・フランクリン（フランキー）曹長 - ジョン・ウェスリー（戸谷公次）
- ドウ・シュウ - デヴィッド・チャン（立木文彦）
- ラオ - プロフェッサー・トオル・タナカ（郷里大輔）
- エマソン - クリストファー・ケリー（塚田正昭）
- ソルジャー - ジョセフ・ヒュー
- ガード - リック・セグレト
- カートル - ディーン・ラファエル・フェルナンディーニ
- ケリー - ミーシャ・ハウザーマン

## スタッフ
- 監督： ランス・フール
- 製作： メナハム・ゴーラン、ヨーラン・グローバス
- 脚本： スティーヴ・ビング、ラリー・レヴィンソン、アーサー・シルヴァー
- 撮影： ジョージ・スタール・Jr
- 音楽： ブライアン・メイ